# Petit verdot
Petit verdot är en vindruva av arten Vitis vinifera. Den används som inblandningsdruva i mindre kvantiteter i bordeauxviner (speciellt i distrikten Pauillac och Margaux) för att ge vinerna färg och doft. Violer är en vanlig beskrivning på doften.
Andra områden där druvan odlas är Toscana, Spanien, Long Island i USA, Chile och Australien.